# Nhà hát ca múa nhạc
Nhà hát ca múa nhạc (tiếng Anh: music hall) là một dạng sân khấu giải trí bắt nguồn từ Anh Quốc vốn phổ biến từ đầu thời Victoria, khởi phát khoảng năm 1850. Nó biến mất dần kể từ sau năm 1918 khi các nhà hát rebrand hình thức giải trí của họ thành tạp kỹ.